# Pardosa lurida
Pardosa lurida este o specie de păianjeni din genul Pardosa, familia Lycosidae, descrisă de Roewer, 1959.
Este endemică în Tanzania. Conform Catalogue of Life specia Pardosa lurida nu are subspecii cunoscute.